# Karl Heinz Englet
Karl Heinz Englet (geb. 11. Juni 1939 in München) ist ein deutscher Kanusportler.

## Werdegang
Karl Heinz Englet wurde 1939 in München geboren. Da seine Eltern 1945 nach Augsburg verzogen. wuchs er in der Stadt am Lech auf. Schon als Jugendlicher betrieb er als Mitglied des Sportvereins Kanu Schwaben Augsburg e.V. 66 Jahre lang intensiv den Kanu-Sport. Seine Spezialitäten waren dabei sowohl Einerkajak im Slalom als auch in der Wildwasser-Abfahrt.

## Sportliche Erfolge
Er wurde mehrfach Deutscher Meister, sowohl im Einzelslalom wie auch in der Wildwasserabfahrt. Dabei gelang ihm – was vorher noch keinem Kanusportler gelungen war – den (inoffiziellen) Gewinn des Grand Slam im Kanusport, indem er einmal alle 4 möglichen Titel im Einer-Kajak gewann: Er siegte sowohl im Einer Slalom, in der Mannschaft im Einer als auch im Einer und in der Mannschaft im Wildwasser-Abfahrtslauf.
Bei diesen Leistungen auf nationaler Ebene blieb es nicht aus, dass er auch international eingesetzt wurde. Er wurde einmal Vizeweltmeister und zweimal Mannschaftsweltmeister im Wildwasserabfahrtslauf. Bei der Olympiade 1972 entzündete er am 28. August 1972 das olympische Feuer im Eiskanal in Augsburg.

## Auszeichnungen
- 1963 Goldener Siegelring der Stadt Augsburg
- 1969 Silbernes Lorbeerblatt[4]

Über sein Leben hat Karl Heinz Englet ein Buch Der Mann des Feuers geschrieben, das im Contex-Verlag in Augsburg 2016 erschienen ist.